# Collalto Sabino
Collalto Sabino ist eine italienische Gemeinde in der Provinz Rieti in der Region Latium mit 382 Einwohnern (Stand 31. Dezember 2023). Sie liegt 73 km nordöstlich von Rom und 46 km südöstlich von Rieti.

## Geographie
Collalto Sabino liegt oberhalb des Lago di Turano und des Tals des Turano sowie unterhalb des Monte Navegna in den Sabiner Bergen. Ein großer Teil des Gemeindegebiets gehört zum Naturreservat Monti Navegna e Cervia. Die Ortsteile sind Ricetto und San Lorenzo.
Die Nachbarorte sind Carsoli (AQ), Collegiove, Marcetelli, Nespolo, Pescorocchiano, Turania. Collalto Sabino ist Mitglied der Comunità Montana del Turano und der Vereinigung I borghi più belli d’Italia (Die schönsten Orte Italiens).

## Geschichte
Collalto ist ein Nachfolgeort des antiken Carseoli. Im 10. Jahrhundert wurde das Turanotal von den Arabern verwüstet. Vermutlich gründeten überlebende Bewohner darauf Collalto auf einem Felsvorsprung, das in dieser Zeit erstmals als Collis Altus in Dokumenten auftauchte. Damals zählte es zu den Besitzungen der Abtei Farfa, die sie den Grafen Mareri überließ. Im Jahre 1297 trat König Karl II. von Neapel den Ort an den Kirchenstaat ab. Später folgten als Lehensinhaber die Familien Savelli sowie die Florentiner Strozzi und Soderini. 1641 kaufte Kardinal Francesco Barberini Collalto für 102000 Scudi. Im Jahre 1858 veräußerten diese die Burg an den polnischen Grafen Corvin-Prendowski, der sie im romantischen Stil umgestaltete. Auf dem Erbwege kam sie an die Marchesi Cavaletti und schließlich 1988 an die einheimische Familie Rinaldi. Vorher wurde der Ort 1861 von versprengten bourbonischen Soldaten angegriffen.

## Bevölkerungsentwicklung
| Jahr      | 1861 | 1881 | 1901 | 1921 | 1936 | 1951 | 1971 | 1991 | 2001 | 2011 |
| --------- | ---- | ---- | ---- | ---- | ---- | ---- | ---- | ---- | ---- | ---- |
| Einwohner | 1520 | 1429 | 1601 | 1607 | 1337 | 1222 | 810  | 539  | 497  | 440  |

Quelle ISTAT

## Politik
Maria Pia Mercuri (Bürgerliste) wurde im Juni 2016 zur Bürgermeisterin gewählt. Ihre Bürgerliste stellt auch 7 der 10 Gemeinderäte. Ihr Vorgänger Cesare D'Eliseo kandidierte nicht mehr.

### Partnergemeinde
- La Tagnière in Burgund

## Sehenswürdigkeiten
- Das mächtige Castello Baronale wurde im 12. Jahrhundert gegründet.
- Im mittelalterlichen Dorf stehen rund um die Piazza della Podesteria noch Häuser aus dem 12. Jahrhundert.
- In der Nähe liegt die Ruine des Castello di Montagliano, das im 15. Jahrhundert zerstört wurde.

## Töchter und Söhne der Gemeinde
- Carlo Murena (1713–1764), Architekt